# Cantone di Moyeuvre-Grande
Il Cantone di Moyeuvre-Grande era una divisione amministrativa dell'arrondissement di Thionville-Ovest.
È stato soppresso a seguito della riforma complessiva dei cantoni del 2014, che è entrata in vigore con le elezioni dipartimentali del 2015.
Comprendeva i comuni di:
- Clouange
- Gandrange
- Moyeuvre-Grande
- Moyeuvre-Petite
- Rosselange
- Vitry-sur-Orne